# Grécourt
Grécourt foi uma comuna francesa na região administrativa de Altos da França, no departamento de Somme. Estendia-se por uma área de 2,34 km². Em 2010 a comuna tinha 23 habitantes (densidade: 9,8 hab./km²).
Em 1 de janeiro de 2019, passou a formar parte da comuna de Hombleux.